# Парламентские выборы в Таджикистане (2005)
Парламентские выборы в Таджикистане прошли 27 февраля и 13 марта 2005 года. По итогам выборов победу одержала Народно-демократическая партия Таджикистана во главе с президентом Эмомали Рахмоновым, получившая большинство (41 из 63 мест) в  Палате представителей Высшего собрания Таджикистана.
Результаты голосования 27 февраля и 13 марта
| Партии                                                                                       | Партии                                      | Голосов в 1 раунде | %     | Мест |
| -------------------------------------------------------------------------------------------- | ------------------------------------------- | ------------------ | ----- | ---- |
| Народно-демократическая партия Таджикистана                                                  | Народно-демократическая партия Таджикистана | 1,666,909          | 64,51 | 49   |
| Коммунистическая партия Таджикистана                                                         | Коммунистическая партия Таджикистана        | 533,066            | 20,63 | 4    |
| Партия исламского возрождения Таджикистана                                                   | Партия исламского возрождения Таджикистана  | 193,532            | 7,48  | 2    |
| Другие                                                                                       | Демократическая партия Таджикистана         | 190,412            | 7,36  | N/A  |
| Другие                                                                                       | Адолатхох                                   | 190,412            | 7,36  | N/A  |
| Другие                                                                                       | Социалистическая партия Таджикистана        | 190,412            | 7,36  | N/A  |
| Другие                                                                                       | Другие партии                               | 190,412            | 7,36  | -    |
| Другие                                                                                       | Независимые (поддержанные НДПТ)             | 190,412            | 7,36  | 5    |
| Явка (%)                                                                                     | Явка (%)                                    | 2,583,919          |       | 63   |
| Всего избирателей                                                                            | Всего избирателей                           | 2,771,528          |       |      |
| Источник: IFES Архивная копия от 2 апреля 2016 на Wayback Machine, Angus Reid en Eurasia.org |                                             |                    |       |      |